# Wahlbezirk Böhmen 20
Der Wahlbezirk Böhmen 20 war ein Wahlkreis für die Wahlen zum Abgeordnetenhaus im österreichischen Kronland Böhmen. Der Wahlbezirk wurde 1907 mit der Einführung der Reichsratswahlordnung geschaffen und bestand bis zum Zusammenbruch der Habsburgermonarchie.

## Geschichte
Nachdem der Reichsrat im Herbst 1906 das allgemeine, gleiche, geheime und direkte Männerwahlrecht beschlossen hatte, wurde mit 26. Jänner 1907 die große Wahlrechtsreform durch Sanktionierung von Kaiser Franz Joseph I. gültig. Mit der neuen Reichsratswahlordnung schuf man insgesamt 516 Wahlbezirke mit je einem zu wählenden Abgeordneten, die durch Direktwahl mit allfälliger Stichwahl bestimmt wurden. Der Wahlkreis Böhmen 20 umfasste die Städte, Märkte und Gemeinden Laun, Neustraschitz, Raudnitz, Libochowitz, Melnik, Schlan, Libuschin, Welwarn und Kralup an der Moldau. Aus der Reichsratswahl 1907 ging František Kratochvíl von den Jungtschechen als Sieger hervor. Bei der Wahl 1911 wurde er von seinem Parteikollegen Eduard Koerner abgelöst. Kratochvíl selbst konnte jedoch 1911 über den Wahlbezirk Böhmen 29 erneut in das Abgeordnetenhaus einziehen.

## Wahlen

### Reichsratswahl 1907
Die Reichsratswahl 1907 wurde am 14. Mai 1907 (erster Wahlgang) sowie am 23. Mai 1907 (Stichwahl) durchgeführt.

#### Erster Wahlgang
| Kandidat                                                               | Partei                                  | Wahlkreisstimmen | Prozent |
| ---------------------------------------------------------------------- | --------------------------------------- | ---------------- | ------- |
| Alois Mička                                                            | Tschechische Sozialdemokratische Partei | 3625             | 40,6 %  |
| František Kratochvíl                                                   | Jungtschechen                           | 3499             | 39,2 %  |
| Jan Kamelský                                                           | Tschechische national-soziale Partei    | 1736             | 19,5 %  |
|                                                                        | Sonstige Parteien                       | 61               | 0,7 %   |
| Wahlberechtigte: 10.433, Ungültige Stimmen:45, Wahlbeteiligung: 85,9 % |                                         |                  |         |

#### Stichwahl
| Kandidat                                                                | Partei                                  | Wahlkreisstimmen | Prozent |
| ----------------------------------------------------------------------- | --------------------------------------- | ---------------- | ------- |
| František Kratochvíl                                                    | Jungtschechen                           | 5287             | 58,2 %  |
| Alois Mička                                                             | Tschechische Sozialdemokratische Partei | 3792             | 41,8 %  |
| Wahlberechtigte: 10.433, Ungültige Stimmen: 11, Wahlbeteiligung: 87,3 % |                                         |                  |         |

### Reichsratswahl 1911
Die Reichsratswahl 1911 wurde am 13. Juni 1911 sowie am 20. Juni 1911 (Stichwahl) durchgeführt.

#### Erster Wahlgang
| Kandidat                                                                | Partei                                               | Wahlkreisstimmen | Prozent |
| ----------------------------------------------------------------------- | ---------------------------------------------------- | ---------------- | ------- |
| Eduard Koerner                                                          | Jungtschechen                                        | 4760             | 48,2 %  |
| Václav Beneš                                                            | Tschechische Sozialdemokratische Partei              | 4235             | 42,9 %  |
| Ernst Olivia                                                            | Christlichsoziale Partei                             | 496              | 5,0 %   |
| Jan Havlena                                                             | Tschechische staatsrechtlich-fortschrittliche Partei | 363              | 3,7 %   |
|                                                                         | Sonstige                                             | 16               | 0,2 %   |
| Wahlberechtigte: 11.707, Ungültige Stimmen: 51, Wahlbeteiligung: 86,7 % |                                                      |                  |         |

#### Stichwahl
| Kandidat                                                                | Partei                                  | Wahlkreisstimmen | Prozent |
| ----------------------------------------------------------------------- | --------------------------------------- | ---------------- | ------- |
| Eduard Koerner                                                          | Jungtschechen                           | 5802             | 57,1 %  |
| Václav Beneš                                                            | Tschechische Sozialdemokratische Partei | 4362             | 42,9 %  |
| Wahlberechtigte: 11.707, Ungültige Stimmen: 57, Wahlbeteiligung: 87,3 % |                                         |                  |         |